# 斯巴達圍城戰
斯巴達圍城戰（Siege of Sparta）是一場於西元前272年發生在斯巴達的攻城戰，由皮洛士率領的伊庇魯斯軍隊進攻斯巴達國王阿萊烏斯一世、王儲阿克羅塔圖斯（Acrotatus）和馬其頓王國組成的盟軍，這場戰役以斯巴達－馬其頓盟軍守住城池而獲勝。
隨著皮洛士與羅馬共和國之間的皮洛士戰爭征戰失利，皮洛士被迫從義大利撤回伊庇魯斯。他返回伊庇魯斯後隨即向馬其頓國王安提柯二世宣戰，奪取了大部分馬其頓領土。前272年一位斯巴達王子兼王位覬覦者克利奧尼穆斯與皮洛士接觸，這讓皮洛士認為這是一個好機會可以征服伯羅奔尼撒半島並把斯巴達納入手中。儘管斯巴達此時大部分的軍隊都派往克里特島征戰去，但在王儲阿克羅塔圖斯的領導下仍組織起防線，使斯巴達守軍可以堅守陣線抵禦伊庇魯斯大軍的突襲，直到盟友馬其頓的部隊增援與國王阿萊烏斯一世所率的斯巴達主力回防，最終促使皮洛士放棄攻城。
攻城失利後皮洛士為消怒火劫掠斯巴達的鄉野，在撤離拉刻代蒙時遭到熟悉地利的斯巴達軍埋伏和突襲，於一場激戰中皮洛士的長子戰死。皮洛士只能黯淡悲憤離開拉刻代蒙轉攻另外一座城邦阿爾戈斯。

## 背景

地圖顯示皮洛士在義大利半島南部和西西里島的征戰，與伊庇魯斯在希臘的相對位置。

前281年羅馬人已經征服大部分的義大利並將目標轉向大希臘地區的希臘城邦們，在大希臘地區的城邦塔蘭托請求下，摩羅西亞國王兼伊庇魯斯聯盟統帥皮洛士率領25,500名士兵和20頭戰象登陸義大利半島發動皮洛士戰爭，幫助當地希臘人對抗羅馬共和國的入侵。抵達義大利後，皮洛士在前280年於塔蘭托附近的赫拉克利亞戰役擊敗羅馬的大軍，隨後再度於阿斯庫路姆戰役擊敗另一支羅馬軍隊。然而這些勝利都證明皮洛士需付出高額的損失。
此時西西里島的希臘城邦正遭受迦太基的攻擊，他們向皮洛士尋求救援，考量到西西里豐富的資源和人力後皮洛士把軍隊轉向西西里島。皮洛士儘管擊敗迦太基人並佔領該島大部分區域，但他的作為也激怒、疏遠了他在當地的希臘盟友，最終他放棄西西里島返回義大利半島。然而吃過兩場大敗的羅馬軍隊已經重新站了起來，皮洛士再一度率軍攻擊重羅馬軍隊，雙方在貝內文托戰役並沒有分出勝負，但他再也不願承受高額的軍隊損失，留下一些駐軍在塔蘭托後率領主力返回伊庇魯斯，結束皮洛士戰爭。
這場在義大利的戰事耗盡了他的國庫和軍事資源，為了維持軍費與增加資源，他向馬其頓王國安提柯二世宣戰，劫掠馬其頓部分區域之後在阿烏斯戰役擊敗安提柯二世主力。這場會戰後安提柯兵敗如山倒，被迫逃往濱海的塞薩洛尼基來依靠他強大的海軍。隨著安提柯敗逃，皮洛士奪取內陸的馬其頓大部分和色薩利疆土。

## 序幕

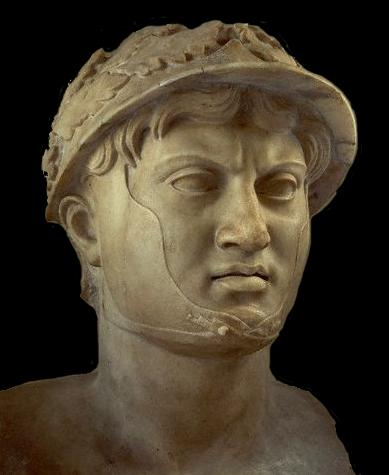
伊庇魯斯摩羅西亞國王皮洛士的胸像，今收藏於拿坡里國立考古博物館

在皮洛士入主馬其頓後，一位斯巴達王族克利奧尼穆斯與皮洛士接觸，這位斯巴達人向皮洛士勸說，希望他能幫助自己實現計畫奪取斯巴達，皮洛士一口答應並讓克利奧尼穆斯加入他的軍隊擔任嚮導。克利奧尼穆斯的動機有兩點，其一是他心懷怨恨斯巴達人跳過他並把亞基亞德世系王位給了自己的侄子阿萊烏斯一世，古希臘歷史學家普魯塔克記載克利奧尼穆斯的王位繼承權被跳過是因為國人認為他個性專制且武斷。其二是他年輕的妻子契洛妮斯（Chilonis）不喜歡年邁的自己，而鍾情於阿萊烏斯一世的青俊兒子阿克羅塔圖斯（Arcotatus），這件事鬧的斯巴達家喻戶曉，克利奧尼穆斯備受羞辱而更加怨恨。這些原因促使克利奧尼穆斯離開斯巴達並計畫顛覆王位。
皮洛士接受克利奧尼穆斯的請求並答應協助他登上斯巴達王位，為此皮洛士招集伊庇魯斯聯盟聯軍共27,000人，其中包含25,000名步兵、2,000名騎兵和24頭戰象。皮洛士聚集如此規模大的軍隊顯示，他認為這次遠征協助克利奧尼穆斯一事將是他霸權擴至伯羅奔尼撒的大好機會，且可以確保斯巴達日後成為一個可靠的盟友。另外一說是皮洛士了解入侵伯羅奔尼撒可以切斷希臘南方城市對安提柯二世的持續援助，這些城市被安提柯牢牢掌控著。在聚集好軍隊後，皮洛士率軍朝希臘南方進軍，途經中希腊來到伯羅奔尼撒。現代學者N·G·L·哈蒙德（N. G. L. Hammond）推測中希腊的另一個強大聯邦埃托利亞同盟因敵視安提柯二世而為皮洛士讓道，使他的軍隊可以通過科林斯灣另一側埃托利亞境內的普琉戎（Pleuron），渡海來到伯羅奔尼撒，這讓皮洛士的入侵計畫可以加速進行。
登上伯羅奔尼撒後皮洛士受到一些亞該亞人的歡迎，他一直繼續前進至邁加洛波利斯，在那裏他與斯巴達的使團會面，一同會面的還有其他希臘勢力的使團包含麥西尼（Messene）、雅典、亞該亞同盟。皮洛士一邊暗地接受斯巴達的鄰國如厄利斯（Elis）、邁加洛波利斯和一些亞該亞的城市對他的遠征支持，因為他們樂意看到斯巴達的力量衰弱。另一方面皮洛士需要向斯巴達的使團影藏他的企圖，對於斯巴達使團的質問和疑惑，他自稱來到伯羅奔尼撒是為了把當地希臘城市從安提柯二世的手中解放出來，更宣稱他打算讓自己的幼子送往斯巴達接受斯巴達教育。在消除斯巴達人的疑慮後，他繼續朝拉科尼亞進軍，沿著埃夫罗塔斯河南下，以不宣而戰的狀態開始入侵、肆虐斯巴達珀里俄基的領土。這時斯巴達人才了解到皮洛士真正的企圖，對於皮洛士的詐欺行為他們非常憤怒，還再一次派遣使團去向皮洛士痛斥他背信棄義。

## 戰鬥

### 第一日

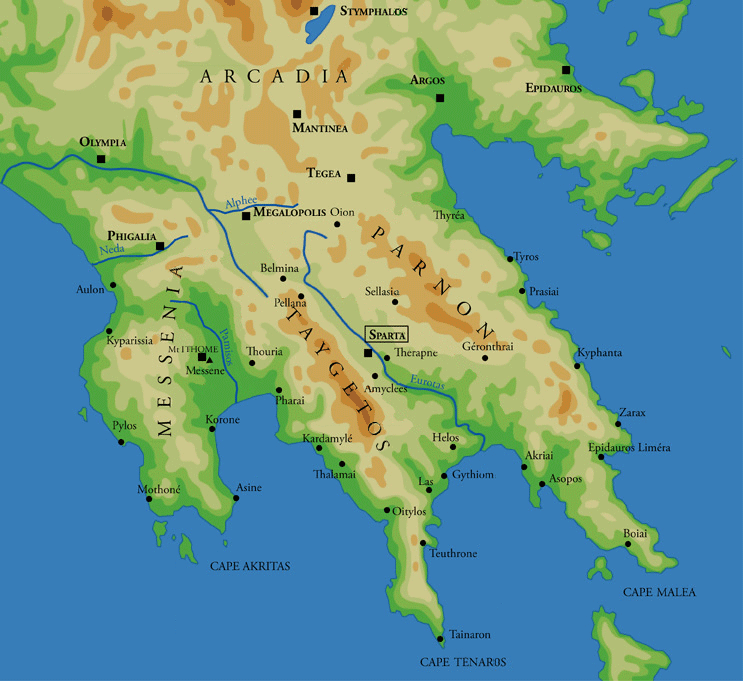
伯羅奔尼撒中部和和南部地圖，顯示重要城市。

當皮洛士的軍隊入侵拉科尼亞時斯巴達的防備相當稀薄，斯巴達軍隊主力正由國王阿萊烏斯一世率領下在克里特島支援當地城邦戈爾廷（Gortyn）作戰，因此目前的斯巴達城被皮洛士認為是一個輕易奪取的目標 。皮洛士於夜晚率軍抵達斯巴達城外時，克利奧尼穆向皮洛士建議當晚就趁著城內防備尚未就緒時立刻就發動攻擊，但皮洛士考量夜晚作戰容易造成軍隊秩序混亂而否決夜襲計畫，自信的他預期斯巴達沒有甚麼抵抗力量，打算按部就班準備在明早才發動進攻，隨後下令軍隊紮營準備明日一早的攻城事宜。
伊庇魯斯大軍出現在城外圍時斯巴達人幾乎毫無準備，當夜他們連忙開會商討對策，斯巴達元老院會中決議把女人連夜送往克利特避難，但歐里龐提德世系先王歐達米達斯一世的王后阿契達米婭（Arachidamia），她亦是歐達米達斯二世的祖母，她聽聞後代表斯巴達女性的立場衝入會議廳，一手持兵器強烈抗議元老院的決定，使女人可留下來一同保護家園。解決好女性是否避難的問題後，斯巴達人繼續討論建造臨時防禦工事事宜。因為斯巴達人自古的驕傲，該城市並沒有建造城牆，故防禦工事設計相當緊急，他們設計的防事也對伊庇魯斯軍所帶來的戰象相當留心並設法反制。斯巴達人於皮洛士的大營前讓老人和女人連夜挖了一道戰壕，兩側把貨車半埋當屏蔽來阻擋戰象的前進。這道戰壕築得相當扎實讓敵人難以進攻，它長約240公尺、寬約2.7公尺、深約1.8公尺。同時，斯巴達人派出使者向國王阿萊烏斯一世發出急報要求快點回軍，儘管斯巴達與馬其頓素來不和，也派人向馬其頓國王安提柯二世求援，另外保薩尼亞斯也提到斯巴達微薄的守軍中有一些是攻城期間從盟友麥西尼（Messene）和阿爾戈斯派來的援軍。
當晨曦來臨，伊庇魯斯軍發現一夜之間斯巴達建好一道堅固的防線無疑相當驚訝，但只得開始準備攻勢，而斯巴達軍也在戰壕做好防禦準備，因為妻女尚在城內使斯巴達人激起高昂的衛國衛家之心。此外，契洛妮斯把繩索套在自己脖子上，表達假如城破她寧可自殺也不願回到前夫克利奧尼穆斯的身邊，這些大大鼓舞斯巴達的軍心。雙方準備就緒後，皮洛士親自率領步卒向斯巴達的防線發動攻勢，但無法突破斯巴達軍的戰壕防線，加上新挖出的泥土相當鬆軟使伊庇魯斯士兵很難站穩，方陣陣形因此難以維持，這讓皮洛士陷入苦戰。
眼看無法突破守軍的戰壕，皮洛士命長子托勒密率領2,000名賽爾特傭兵和一些卡奧努斯（Chaonians）精兵繞過戰壕來攻擊敵人側翼，但斯巴達人之前半埋入的貨車阻礙了托勒密的進攻，又因為貨車埋得相當深且很相鄰密集，它不僅阻礙托勒密的突襲也讓斯巴達人的反擊難以施展。最後托勒密命賽爾特傭兵把貨車挖出，試圖製造一條通道攻入城內。契洛妮斯的丈夫阿克羅塔圖斯知曉情況危急，他率領300名斯巴達士兵透過一連串的地形死角，在沒有被發現下繞到托勒密軍的後方發動突襲，托勒密不得不回頭與敵軍作戰而陷入苦戰，伊庇魯斯軍的士兵不是一個一個被殺而倒入戰壕中或是倒在貨車之間，托勒密在承受很大的損失後被迫後撤。城內觀戰的斯巴達老人和女人都對於阿克羅塔圖斯英勇表現大加讚賞，一些老人高喊：「去呀！阿克羅塔圖斯！去和契洛妮斯恩愛，然後為斯巴達生下一個勇敢的男孩！」
另一方面皮洛士親自進攻斯巴達防線正面也始終無法突破，最後直到傍晚才收兵回營，結束第一日的戰鬥。

### 第二日

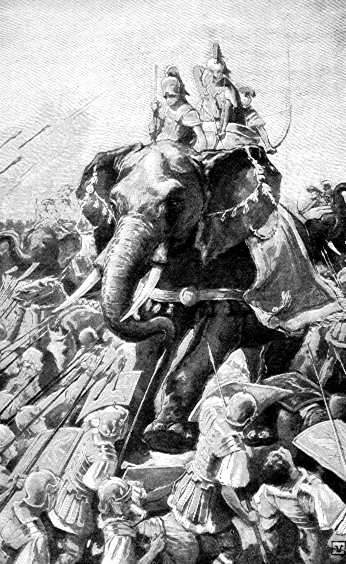
描繪皮洛士和他的戰象的畫作。他在圍攻斯巴達時帶了24頭戰象。

根據普魯塔克記載皮洛士在夜裡自稱得到神諭，他說當晚就寢時夢到他手持閃電擲向斯巴達城，並讓該城被烈焰吞噬。醒來後他與其他夥友們討論後都認為這是個好兆頭，認為這指示斯巴達城將會很快被攻下。然而皮洛士有一位夥友利西馬科斯卻不這麼認為，反而擔憂起前景。利西馬科斯解析該夢認為一個被閃電擊中的地方顯示該地具有神聖性，意味神明不願皮洛士奪下斯巴達城。皮洛士對此感到相當不悅，認為這個說法根本是無稽之談，並駁斥道：「皮洛士的目標唯有好預兆」，說完後皮洛士命令全軍準備發動第二波攻勢。
面對伊庇魯斯軍重新發起攻勢，斯巴達人滿懷高昂的士氣守在他們的防線。因為人力缺乏，斯巴達女人也被召集起來負責後勤補給，給守軍提供需要的食物、酒類、箭矢等等以及運送傷患。為了反制斯巴達軍的防禦工事，伊庇魯斯軍計畫把戰壕給填平，他們用前線所有可以填塞的東西包含武器和裝備，甚至連戰場四處可見的屍體都準備投擲下去。斯巴達發覺敵人的意圖後，全軍盡全力阻止來保護己方重要的防禦工事，使戰況相當激烈。
斯巴達軍向伊庇魯斯軍的填平戰壕計畫發動反擊，導致皮洛士決定親自率領部隊發起衝鋒來突破僵局，他騎上馬背帶頭向斯巴達城發起猛攻，帶領士兵突入敵陣所向披靡。然而激戰中斯巴達軍一名克里特傭兵一箭射中皮洛士的坐騎腹部，坐騎在劇痛狂奔下把皮洛士摔下馬下，他的近衛連忙前去護駕導致場面陷入混亂，使伊庇魯斯軍士氣大受影響。斯巴達軍趁機重新站穩腳步並大膽反擊，更以大量箭矢射向敵人迫使他們後撤。儘管在衛兵誓死保護下皮洛士安全返回己方陣地，因自軍傷亡慘重而下令收兵。

### 斯巴達的援軍與反擊

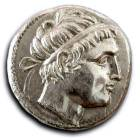
一枚正面雕著斯巴達國王阿萊烏斯一世的頭像，他關鍵時刻即時來援拯救了斯巴達

儘管擊退兩次皮洛士的攻勢但現在斯巴達軍很不樂觀，守軍陣亡許多將士，所有士兵幾乎都帶傷，就連皮洛士也判斷斯巴達人遲早會因傷亡慘重而向他遞上降約。就當斯巴達軍陷入絕望之刻，馬其頓的部將阿彌尼俄斯（Ameinias）率領的傭兵從科林斯即時增援了斯巴達，原來馬其頓國王安提柯二世一聽到皮洛士打算征服斯巴達的消息，連忙下令部隊前去援助。就當馬其頓援軍抵達不久，斯巴達國王阿萊烏斯一世親自率領2,000名士兵從克里特島先行返回國內，這無疑讓皮洛士的願望落空了。依靠著這兩支援軍，斯巴達士氣大振，更進一步增強守軍的力量，也舒緩了目前的人手不足的壓力，斯巴達婦女和老人終於可以從戰場前線上退下返回安全的區域。
依賴著生力軍加入，斯巴達人和他們馬其頓的盟友再一次準備抵禦下一波皮洛士對戰壕的攻擊。另一方面，皮洛士見到敵人越來越多反而激起他的壯志要奪下這座城市，他在數天期間致力發動多次猛攻，但結果都是相同仍是毫無進展，只是徒然增加士兵傷亡而已。遲遲強攻不下迫使他不得不改變戰術，放棄使用強襲的攻城戰法。
皮洛士準備改打長期戰，他派兵劫掠斯巴達城附近鄉野奪取糧食，打算在拉科尼亞過冬作準備。就在這個時刻，伯羅奔尼撒另一座重要城邦阿爾戈斯來了一位顯赫的人物阿里斯提亞斯（Aristeas）與皮洛士會見，請求皮洛士前來幫助他推翻阿爾戈斯掌權的阿瑞斯提普斯政權，皮洛士考量到目前阿爾戈斯選擇站在馬其頓安提柯二世的陣營，認為這是個可以削弱馬其頓勢力的大好機會，決定迅速撤離斯巴達而改往阿爾戈斯城前進。
皮洛士的撤軍並不順利，一路上一直遭受到阿萊烏斯一世的斯巴達軍襲擊，熟悉地形的阿萊烏斯一世在合適的地方設下埋伏突襲伊庇魯斯軍，不然就是在要道隘口安置部隊防守阻礙皮洛士的撤退，使伊庇魯斯軍負責後衛的塞爾特人和摩羅西亞人損失慘重。當有一次經過一道狹隘的隘道時，斯巴達軍再度出現襲擊伊庇魯斯軍的殿軍，皮洛士為了阻止損失和影響士氣，他命自己的長子托勒密帶領一部分的王家衛隊前去救援，希望兒子的援助可以讓殿軍重整旗鼓並為全軍爭取離開這個狹小通道的時間。托勒密的士兵與一支伊凡庫斯（Eualcus）所率領的斯巴達精銳部隊發生激戰，在戰況最激烈時托勒密英勇戰死沙場，他的殘餘兵馬立即遭到勝利的斯巴達軍擊至潰散。在前方的皮洛士聽到兒子戰死和殿軍潰散的消息悲慟不已，他連忙親自率摩羅西亞騎兵趕到戰場與敵人廝殺，親手殺了敵將伊凡庫斯為子報仇，也讓全軍撤出拉科尼亞結束這場戰役。

## 餘波
在撤出拉科尼亞後皮洛士把他的軍隊轉往阿爾戈斯，發覺安提柯二世已經率軍在阿爾戈斯附近的納夫普利翁紮營。不願捲入戰火的阿爾戈斯人在一連串與馬其頓、伊庇魯斯三方的協商後，讓雙雙同意離開阿爾戈斯的領土轉往他處決戰。但皮洛士並沒有打算依承諾撤軍，他與該城的阿里斯提亞斯合謀在某一日夜襲阿爾戈斯，爆發阿爾戈斯圍城戰。在混戰中，馬其頓軍和阿萊烏斯一世帶領的斯巴達軍即時來援助阿爾戈斯，皮洛士知道偷襲計畫失敗後下令從城內殺出，但他在混亂之中被一個瓦片擊中落馬，被安提柯的士兵所殺。
皮洛士在伯羅奔尼撒的失敗不僅弱化伊庇魯斯的力量，也失去了性命。隨著他的戰死，原先在馬其頓和色薩利的征服都化為烏有。他的最大敵手安提柯二世不僅收回他在馬其頓的失土外，在伯羅奔尼撒的勝利也讓他的威望增加更多資產，再度使馬其頓掌控整個希臘霸權。戰後因應馬其頓勢力大增，馬其頓和斯巴達的同盟最終破裂。阿萊烏斯一世為了阻止安提柯的野心，他在克雷莫尼迪恩戰爭加入雅典與其他城邦組成的反馬其頓陣營，最終這場戰爭在前265年科林斯地峽附近的一場戰役，以安提柯二世擊敗斯巴達聯軍告終，這位曾經與安提柯聯手對抗皮洛士的斯巴達國王阿萊烏斯一世也戰死於沙場。戰爭的失利也讓斯巴達衰弱，直到30年後克里昂米尼三世即位時才恢復強權地位。

## 註腳
1. 1 2  Plutarch & Scott-Kilvert 1973，26; Hammond 1988，第263頁.
2. 1 2 3 4 5  Plutarch & Scott-Kilvert 1973，30; Hammond 1988，第266頁.
3. 1 2  Plutarch & Scott-Kilvert 1973，31.
4. ↑  Fox 2006，第294頁.
5. ↑  Plutarch & Scott-Kilvert 1973，13.
6. ↑  Plutarch & Scott-Kilvert 1973，21.
7. ↑  Plutarch & Scott-Kilvert 1973，22; Fox 2006，第306頁.
8. ↑  Plutarch & Scott-Kilvert 1973，22–23.
9. ↑  Fox 2006，第306-7頁.
10. 1 2  Green 1993，第143頁.
11. ↑  Plutarch & Scott-Kilvert 1976，26; Green 1993，第143頁.
12. 1 2  Hammond 1988，第263頁.
13. 1 2 3  Plutarch & Scott-Kilvert 1973，26.
14. 1 2  Plutarch & Scott-Kilvert 1973，26; Pomeroy 2002，第75頁.
15. 1 2  Plutarch & Scott-Kilvert 1973，26; Wylie 1999，第311頁.
16. 1 2  Hammond 1988，第264頁.
17. 1 2 3 4  Cartledge & Spawforth 1989，33.
18. 1 2  Wylie 1999，第311頁.
19. ↑  Plutarch & Scott-Kilvert 1973，26; Cross 2015，第85頁.
20. ↑  Plutarch & Scott-Kilvert 1976，26; Green 1993，第144頁.
21. ↑  Cartledge & Spawforth 1989，34.
22. ↑  Plutarch & Scott-Kilvert 1973，27; Hammond 1988，第266頁.
23. ↑  Plutarch & Scott-Kilvert 1973，27; Wylie 1999，第312頁.
24. 1 2  Plutarch & Scott-Kilvert 1973，27.
25. 1 2  Plutarch & Scott-Kilvert 1973，26; Pomeroy 2002，第16頁.
26. ↑  Pausanias & Jones 1918，1.13.6.
27. ↑  Plutarch & Scott-Kilvert 1973，27; Pomeroy 2002，第75頁.
28. 1 2 3 4  Plutarch & Scott-Kilvert 1973，28.
29. 1 2 3 4 5 6  Plutarch & Scott-Kilvert 1973，29.
30. 1 2 3 4  Plutarch & Scott-Kilvert 1973，29; Wylie 1999，第312頁.
31. ↑  Plutarch & Scott-Kilvert 1973，29; Hammond 1988，第265–6頁.
32. ↑  Plutarch & Scott-Kilvert 1973，29; Hammond 1988，第266頁.
33. ↑  Plutarch & Scott-Kilvert 1973，30; Wylie 1999，第312頁.
34. ↑  Plutarch & Scott-Kilvert 1973，30.
35. 1 2  Plutarch & Scott-Kilvert 1973，31; Hammond 1988，第266頁.
36. ↑  Plutarch & Scott-Kilvert 1973，32; Green 1993，第144頁.
37. ↑  Hammond 1988，第265頁.
38. ↑  Green 1993，第144頁.
39. ↑  Green 1993，第146–7頁.
40. ↑  Green 1993，第147頁.
41. ↑  Walbank 1984，第465頁.

### 古代文獻
- Pausanias; Jones, W. H. S. (translator). . New York: Harvard University Press. 1918.
- Plutarch; Scott-Kilvert, Ian (translator). . New York: Penguin Classics. 1973. ISBN 0-14-044286-3.

### 現代文獻
- Cartledge, Paul; Spawforth, Antony. . London: Routledge. 1989. ISBN 0-415-03290-3.
- Cross, Geoffrey. . Cambridge: Cambridge University Press. 2015. ISBN 9781107458673.
- Fox, Robert Lane. . Maryborough: Penguin Books. 2006. ISBN 978-0-14-103761-5.
- Green, Peter. . Los Angeles: University of California Press. 1993. ISBN 0-500-01485-X.
- Hammond, N. G. L. . Oxford: Oxford University Press. 1988. ISBN 0198148151.
- Pomeroy, Sarah. . Oxford: Oxford University Press. 2002. ISBN 0-415-03290-3.
- Walbank, F. W. . Cambridge: Cambridge University Press. 1984.
- Wylie, Graham. . Latomus. 58 (Societe d'Etudes Latines de Bruxelles). 1999, 2. JSTOR 41538744.